# 列西夫卡 (博戈羅德恰尼區)
48°50′47″N 24°26′28″E / 48.84639°N 24.44111°E
列西夫卡（烏克蘭語：Лесівка），是烏克蘭西部的村莊，隸屬伊萬諾-弗蘭科夫斯克州的伊萬諾-弗蘭科夫斯克區。該村面積11平方公里，2001年該村落人口363。